# Hackman Owusu-Agyeman

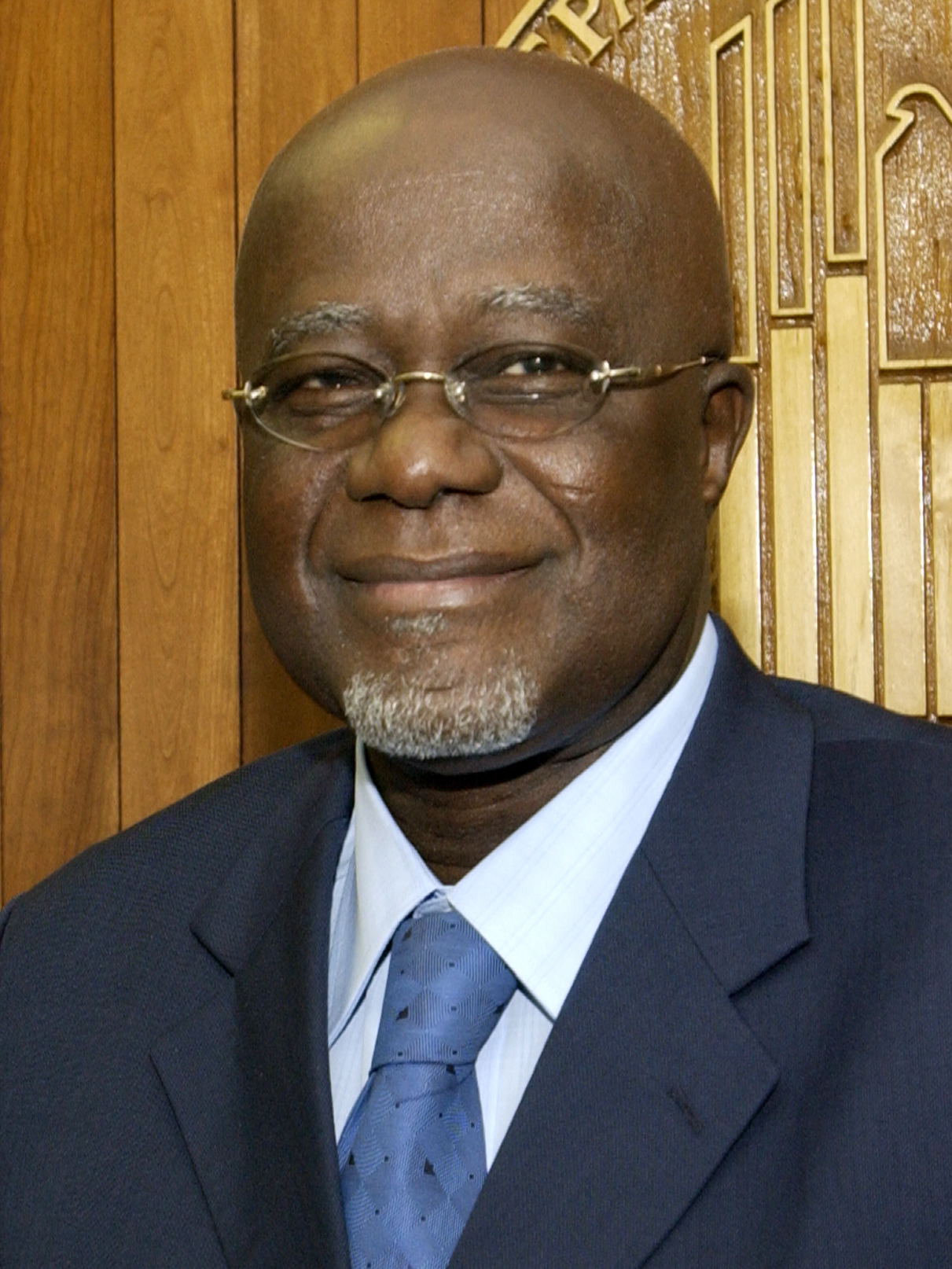
Hackman Owusu-Agyeman, 2007

Hackman Owusu-Agyeman (* 22. November 1941 in Effidiase, Koforidua, Ghana) ist ein führender Politiker Ghanas. Er war bis Juli 2007 Minister für Wasserreserven, Arbeit und Wohnungswesen, trat jedoch zurück, um bei den Präsidentschaftswahlen 2008 als Kandidat der New Patriotic Party antreten zu können. Zuvor war er ghanaischer Außenminister und Innenminister ebenfalls unter Präsident John Agyekum Kufuor.

## Kindheit und Ausbildung
Hackman Owusu-Agyeman wurde in Effidiase, einem Stadtteil von Koforidua in der Eastern Region in Ghana geboren. Zwischen 1961 und 1965 besuchte er das St. Augustine College. Seine Studien setzte er zwischen 1965 und 1968 an der Kwame Nkrumah University of Science and Technology (Kwame Nkrumah Universität für Wissenschaft und Technik) fort. Hier erwarb er den Bachelor of Science in Landwirtschaft.
Im Jahr 1969 wurde ihm nach einem weiter gehenden Landwirtschaftsstudium am Wye College, damals zur Universität London gehörend, der Master in Agriculture Economics verliehen. In den Niederlanden studierte er weiter Landwirtschaft und erhielt dort 1997 das Zertifikat für Landwirtschaftsplanung vom Institut für Soziale Studien in Den Haag in den Niederlanden.

## Karriere
Noch während der Regierungszeit von Kwame Nkrumah im Jahr 1965 hatte Owusu-Agyeman eine Position im Landwirtschaftsministerium inne. Nach dem Militärputsch von 1966 wurde er unter der Militärjunta des National Liberation Council 1968 zum Senior Agricultural Economist im Landwirtschaftsministerium in Ghana ernannt.
Bereits seit den Siebzigerjahren arbeitet Owusu-Agyenang für verschiedene Organisationen. So war er 1974 in der Feldforschung der Organisation für Lebensmittel und Landwirtschaft (Food and Agricultural Organization) (FAO) tätig. Im Jahr 1977 wurde er von der Organisation in die Abteilung für Wirtschaftsanalyse berufen und 1979 wurde er Verbindungsbeauftragter. In Accra war er für die Organisation für Lebensmittel und Landwirtschaft als Regionalbeauftragter tätig. Zwischen 1979 und 1984 hatte er die Leitung der Organisation bei einem Einsatz in Sambia inne.
Zwischen 1984 und 1989 war er Repräsentant der FAO in Trinidad und Tobago, der Karibik, und Guyana. Ebenfalls in dieser Zeit war er Leiter des Hauptsitzes des Regionalbüros des FAO in Rom, Italien.
Hackman Owusu-Agyeman trat im Jahr 1992 in die New Patriotic Party (NPP) in Ghana ein. Dort wurde er Schatzmeister der Partei. In den Jahren 1996, 2000 und 2004 gewann er bei den nationalen Wahlen einen Parlamentssitz im Wahlkreis New Juaben North. Bereits mit dem Wahlsieg der NPP nach den Richtungswahlen im Jahr 2001 wurde Owusu-Agyeman Außenminister unter Präsident John Agyekum Kufuor und 2003 Innenminister. Seine letzte Ministerstelle hatte er im Ministerium für Wasserressourcen, öffentliche Arbeiten und Wohnungswesen inne, trat jedoch freiwillig im Juli 2007 mit anderen Ministern auch zurück, um als Präsidentschaftskandidat für die Präsidentschaftswahlen des Jahres 2008 zur Verfügung zu stehen.